# Teodorów (Siedlce)
Pour les articles homonymes, voir Teodorów.
Teodorów (prononciation : [tɛɔˈdɔruf]) est un village polonais de la gmina de Skórzec dans le powiat de Siedlce de la voïvodie de Mazovie dans le centre-est de la Pologne.
Il se situe à environ 4 km à l'est de Skórzec (siège de la gmina), 9 km au sud-ouest de Siedlce (siège du powiat) et à 82 km à l'est de Varsovie (capitale de la Pologne).
Le village comptait approximativement une population de 250 habitants.

## Histoire
De 1975 à 1998, le village appartenait administrativement à la voïvodie de Siedlce.

Depuis 1999, il appartient administrativement à la voïvodie de Mazovie